# Gueorgui Malenkov
Gueorgui Maksimiliànovitx Malenkov (rus: Гео́ргий Максимилиа́нович Маленко́в) (Orenburg, 1902 - Moscou, 14 de gener de 1988) fou un polític rus, dirigent del PCUS, així com íntim col·laborador de Ióssif Stalin. Breument es va convertir en mandatari de la Unió Soviètica (març-setembre de 1953) a la mort de Stalin i va ser primer ministre de la Unió Soviètica de 1953 a 1955.
Malenkov va néixer el 13 de gener -8 de gener del calendari julià- de 1902 a la ciutat russa d'Orenburg. Es va allistar a l'Exèrcit Roig l'any 1919 i es va afiliar al Partit Comunista l'abril de 1920. Durant el seu servei militar, fou comissari polític. Després de donar-se de baixa de l'Exèrcit Roig el 1921, va estudiar a l'Escola Tècnica Superior de Moscou. En graduar-se el 1925, va treballar en el Partit Comunista i es va convertir en un dels confidents de Stalin. Junt amb Lavrenti Béria, Malenkov va col·laborar amb Stalin durant les purgues de finals dels anys 1930. Es va convertir en rival de Béria.
Nomenat candidat al Politburó, Malenkov hi va ingressar el 1946. Tot i que Malenkov va perdre el favor de Stalin davant dels seus rivals, Andrei Djanov i Béria, aviat el va recuperar, especialment per la caiguda de Djanov. Béria de seguida es va unir a Malenkov, i ambdós es van encarregar de purgar del Partit tots els aliats de Djanov i enviar-los a camps de treball. El 1952, Malenkov es va convertir en membre del secretariat del Partit. La mort de Stalin el [953 va col·locar breument Malenkov en el càrrec més elevat que hauria d'ocupar. Amb el suport de Béria, Malenkov es va convertir en President del Consell de Ministres així com en Secretari general del Partit, però va haver de renunciar al Secretariat el 13 de març per l'oposició d'altres membres del Presidium. Nikita Khrusxov va assumir el càrrec de Secretari general el setembre, i amb això es va iniciar un període de tàndem Malenkov-Khrusxov.
Malenkov va conservar el càrrec de primer ministre durant 2 anys en què va ser molt honest en la seva oposició a l'armament nuclear, declarant que "una guerra nuclear podria portar a la destrucció mundial". També va preconitzar reorientar l'economia de la indústria pesant a la producció de béns de consum.
Forçat a dimitir el febrer de 1955, va tornar a ser atacat per la seva proximitat a Béria (que va ser executat com a traïdor el desembre de 1953) i pel fracàs de les seves polítiques de govern. Malenkov va romandre en el successor del Politburó, el Presidium. Tanmateix, el 1957, va ser obligat a renunciar una vegada més per participar, junt amb Nikolai Bulgànin, Viatxeslav Mólotov i Làzar Kaganòvitx (l'anomenat Grup Antipartit) en un intent frustrat de privar del poder Khrusxov. El 1961 va ser expulsat del Partit Comunista i exiliat dins de la Unió Soviètica, destinant-lo ca la gerència d'una central hidroelèctrica del Kazakhstan. En els darrers anys de la seva vida, es convertí en cantant de coral eclesiàstica a la Catedral de Yelokhovsky a Moscou. La seva mort el 14 de gener de 1988 fou ignorada per les autoritats soviètiques.